# Freek van den Berg
Johannes  Fredericus (Freek) van den Berg (Amsterdam, 29 mei 1918 – Veessen, 13 juni 2000) was een Nederlands kunstschilder.
Freek van den Berg was voornamelijk autodidact. Wel kreeg hij enige tijd les van kunstenaar Frits Giltay en adviezen van Han van Dam (aldus Ed Wingen, 1998). In de jaren 40 van de twintigste eeuw verwierf hij de bijnaam ‘de Kees van Dongen van Kattenburg’ (Pieter Scheen / 'Lexicon van Nederlandse Beeldende Kunstenaars 1850-1950', 1970). Van 1954-1963 werkte hij tevens als kunstcriticus voor Het Parool, Het Vrije Volk en Vrij Nederland. Freek van den Berg had drie kinderen van wie de jongste, Roland van den Berg (1950-2007), eveneens kunstschilder werd.
In 1985 verhuisde Van den Berg vanuit Amsterdam naar het Veluwse IJsseldorpje Veessen. Het directe uitzicht op de rivier en met name de zonsopgangen beïnvloedden zijn werk. Zijn kleuren werden lichter van toon, ‘helderder, alsof de zon meer de kans kreeg om zich te laten gelden’ (necrologie in Zwolse Courant, 15-06-2000). 
Vaak is Van den Berg ‘de laatste Nederlandse fauvist’ genoemd, o.a. door kunstjournalist Ed Wingen van De Telegraaf. Maar hoewel het werk van Van den Berg verwantschap vertoont met het fauvisme, voelde hij zich ook verbonden met het Franse impressionisme en het Duitse expressionisme. (Zie monografie ‘Freek van den Berg, de bevrijding van de kleur’, 2001).

## Enkele exposities
- 1938: debuut, 1e expositie met ‘De Onafhankelijken’ in het Stedelijk Museum Amsterdam; daarna ook in 1939, 1940, 1941, 1942
- 1947: expositie Pulchri Studio, Den Haag
- 1963: 1e expositie Kunstzaal Hamdorff in Laren; daarna ook in 1965, 1967, 1970, 1972 en 1976
- 1983: solo-expositie in kasteel Zwaluwenburg bij Elburg. Thema: Elburg, landschappen, stads- en havengezichten t.g.v. het 750-jarig bestaan van deze vestingstad
- 1985: solo-expositie in de Catharinakapel te Harderwijk; tientallen portretten in olieverf, aquarel en grafiek van de dichter Gerard den Brabander (1900-1968), met wie Van den Berg jarenlang bevriend was en die hem betitelde als “mijn schilder-biograaf” (brochure expositie door Klaas Roodenburg, 1985)
- 1989: solo-expositie Voerman Museum Hattem, 'De IJssel opnieuw bezien'
- 1998: overzichtsexpositie t.g.v. zijn 80e verjaardag, in Museum Jan van der Togt te Amstelveen
- 2001: postume overzichtsexpositie in Museum Van Lien te Fijnaart: ‘Freek van den Berg, de bevrijding van de kleur’